# ASM (CP/M)
ASM – dyrektywa nierezydenta systemu CP/M, której wykonanie powoduje uruchomienie systemowego asemblera. Program ASM jest translatorem języka asembler dostarczanym wraz z systemem operacyjnym. Umożliwia asemblację kodów źródłowych zapisanych w plikach typu ASM. Zbiory z kodami źródłowymi mogą być tworzone za pomocą dowolnego edytora tekstu, w tym także systemowego edytora ED.
Dyrektywa ta ma postać:
```
 ASM 
nazwa_jednoznaczna
[
1
]
```

Nazwa_jednoznaczna będąca argumentem wywołania dyrektywy ASM, określa plik z kodem źródłowym w języku asemblera, który będzie podlegał asemblacji. Program domyślnie przyjmuje rozszerzenie pliku ASM. Wynikiem działania programu, są dwa pliki:
- nazwa_jednoznaczna_bez_rozszerzenia.HEX – zawierający kod wynikowy
- nazwa_jednoznaczna_bez_rozszerzenia.PRN – zawierający dokumentację programu:
  - program po asemblacji zapisany w kodach szesnastowych, ze wskaźnikami adresów rozkazów,
  - kod źródłowy asemblera
  - komunikaty o ewentualnych błędach.

Następnie plik PRN może zostać wyświetlony dyrektywą TYPE. Natomiast uruchomienie programu wymaga utworzenia programu wykonywalnego, typu COM, w procesie łącznia pliku typu HEX, który można wykonać dyrektywą LOAD.